# كيفن كاتو هاموند
كيفن كاتو هاموند (بالإنجليزية: Kevin Hammond)‏ هو صحفي أمريكي، ولد في 13 أغسطس 1965 في واشنطن العاصمة في الولايات المتحدة.